# Шарлотта Мерчісон
Шарлотта Мерчісон (англ. Charlotte Murchison, уроджена Гугонін; 18 квітня 1788 ― 9 лютого 1869) ― британська геолог, яка народилася в Гемпширі, Англія. Була одружена з геологом Родеріком Імпі Мерчісоном.
Кілька разів подружжя подорожувало континентальною Європою, відвідуючи такі місця, як Франція, Альпи та Італія. Вона також створила численні ескізи геологічних особливостей, таких як скелі та скам'янілості, в Англії під час їх численних екскурсій по всій країні, включаючи Йоркширське узбережжя в 1826 р.
Шарлотта створила значну колекцію скам'янілостей, застосовуючи те, чому її навчав художник Пол Сендбі, вона створила геологічні ескізи важливих особливостей. У багатьох своїх ескізах вона часто не зосереджувалась детально на геологічних особливостях, а натомість створювала більш емоційну ілюстрацію ландшафту.
Багато її ілюстрацій, таких як «Долина Госау», були включені до творів, опублікованих її чоловіком. Шарлотті також часто приписують істотний вплив на кар'єру чоловіка. На жаль, в одній з поїздок, яку вона здійснила зі своїм чоловіком, вона захворіла на малярію і страждала ускладненнями до кінця свого життя, поки хвороба не здолала її у 80 років.
Шарлотта Мерчісон померла 9 лютого 1869 року на площі Белгрейв у Лондоні. Її поховали на кладовищі Бромптон.

## Життєпис
Народилася в родині генерала Френсіса Гугоніна (пом. 1836 р.), якого згодом його дочка Шарлотта назвала надзвичайно розумним, та Шарлотти Хугонін, уродженої Едгар (пом. 1838 р.), яка була талановитою флористкою і ботаніком. У віці 27 років вона познайомилася з Родеріком Імпі Мерчісоном, солдатом, і вони одружилися пізніше того ж року, 29 серпня 1815 р.
У 1816 році молода пара вирушила в тур Францією, Альпами та Італією, де Шарлотта уважно спостерігала за різними характерними формами рослинного життя, виявленими серед скельних утворень в районах, які вони відвідували. Перезимувавши в Генуї, вони поїхали до Риму, де залишилися на літо, там Шарлотта захворіла і ледь не померла від малярії. Хоча вона одужала, наслідки хвороби зберігалися протягом усього життя.
Перебуваючи в Римі, Мурчісони на все життя подружилися з Мері Сомервілль (1780—1872), яка згодом напише про них у своїй автобіографії, описуючи Шарлотту як «привітну виховану жінку, [яка] красиво малювала і ― що було рідкістю в той час ― вона вивчала природознавство, особливо геологію, і головним чином завдяки її прикладу її чоловік звернув увагу на ті справи, в яких згодом отримав таку відзнаку».
Після поїздки до Європи Мерчісони переїхали до замку Барнард, графство Дарем. Під час їх перебування тут, Шарлотта продовжувала збирати та вивчати мінерали. Провівши роки в її заняттях, Шарлотта разом із сером Хамфрі Деві переконала Родеріка продовжити вивчення геології. У 1824 році пара переїхала до Лондона для того, щоб Родерік відвідав лекції на цю тему.
Зі своїм чоловіком, зосередженим на вивченні геології, Шарлотта стала постійною супутницею Родеріка під час подорожей, навчання та польових робіт, працюючи разом з ним. Під час однієї з таких подорожей, зокрема під час подорожі до південного узбережжя Англії, Шарлотта вирушила на полювання на копалини разом з Мері Еннінг (1799—1847), і з того часу вони стали близькими подругами.
Під час подорожей зі своїм чоловіком Шарлотта купувала або шукала скам'янілості, щоб поповнити її особисту колекцію, часто також вивчаючи їх самостійно. Колекція Шарлотти була настільки доглянутою та освітньою, що зразки її колекції були опубліковані в працях Джеймса де Карла Соуербі (1788—1871), а згодом і Вільяма Бакленда (1784—1856). На знак визнання внеску Шарлотти, Соуербі назвав іменем Ammonites Murchisonae, викопний амоніт, накреслений нею під час однієї з поїздок до Йоркширу, на її честь.
Попри її самонавчання та час, що вона провела у цій галузі разом із чоловіком, Шарлотта бажала вищої освіти. До 1831 року Чарльз Лаєлл (1797—1875), друг Мерчісонів, з яким вони працювали та подорожували, читав геологічні лекції в Кінгс-коледжі в Лондоні. Наперекір відмові брати жінок на свої лекції, Шарлотта наполегливо продовжувала відвідувати їх, що призвело до відкриття Лайелем своїх лекцій як для чоловіків, так і для жінок. Шарлотта також могла брати участь у засіданнях Британської асоціації розвитку науки, коли це було можливо, попри її постійні проблеми зі здоров'ям.
У 1838 р., коли померла її мати, Шарлотті залишився значний статок, і подружжя змогло переїхати в престижний будинок у Белгравії, Лондон. Їхні вечірки стали популярним місцем зустрічей науковців та політиків, і було відзначено, що більша частина успіху цих партій відбулася завдяки відвідуванню Шарлотти.
Зрештою, після багатьох років боротьби з хворобою, вона стала надто знесиленою, щоб їздити зі своїм чоловіком, врешті померла від хронічних проблем зі здоров'ям.

## Зображення в ЗМІ
Мерчісон зобразила ірландська актриса Сірша Ронан у романтичному драматичному фільмі «Амоніт» (2020). Фільм зобразив її в лесбійських стосунках з Мері Еннінг.